# Rubcovsk
Rubcovsk (rusky Рубцо́вск) je město v Altajském kraji, ležící na řece Alej (přítok Obu), 281 kilometrů jihovýchodně od Barnaulu.

## Významní lidé
- Raisa Gorbačovová, manželka bývalého vůdce SSSR Michaila Gorbačova
- Vladimir Ryžkov, politik
- Alexej Tiščenko, bývalý boxer

Při ruské invazi na Ukrajinu v roce 2022 se toto město neblaze proslavilo tím, že do něj bylo odesíláno nejvíce zásilek zboží nakradeného ruskými vojáky v ukrajinských domácnostech.

## Galerie

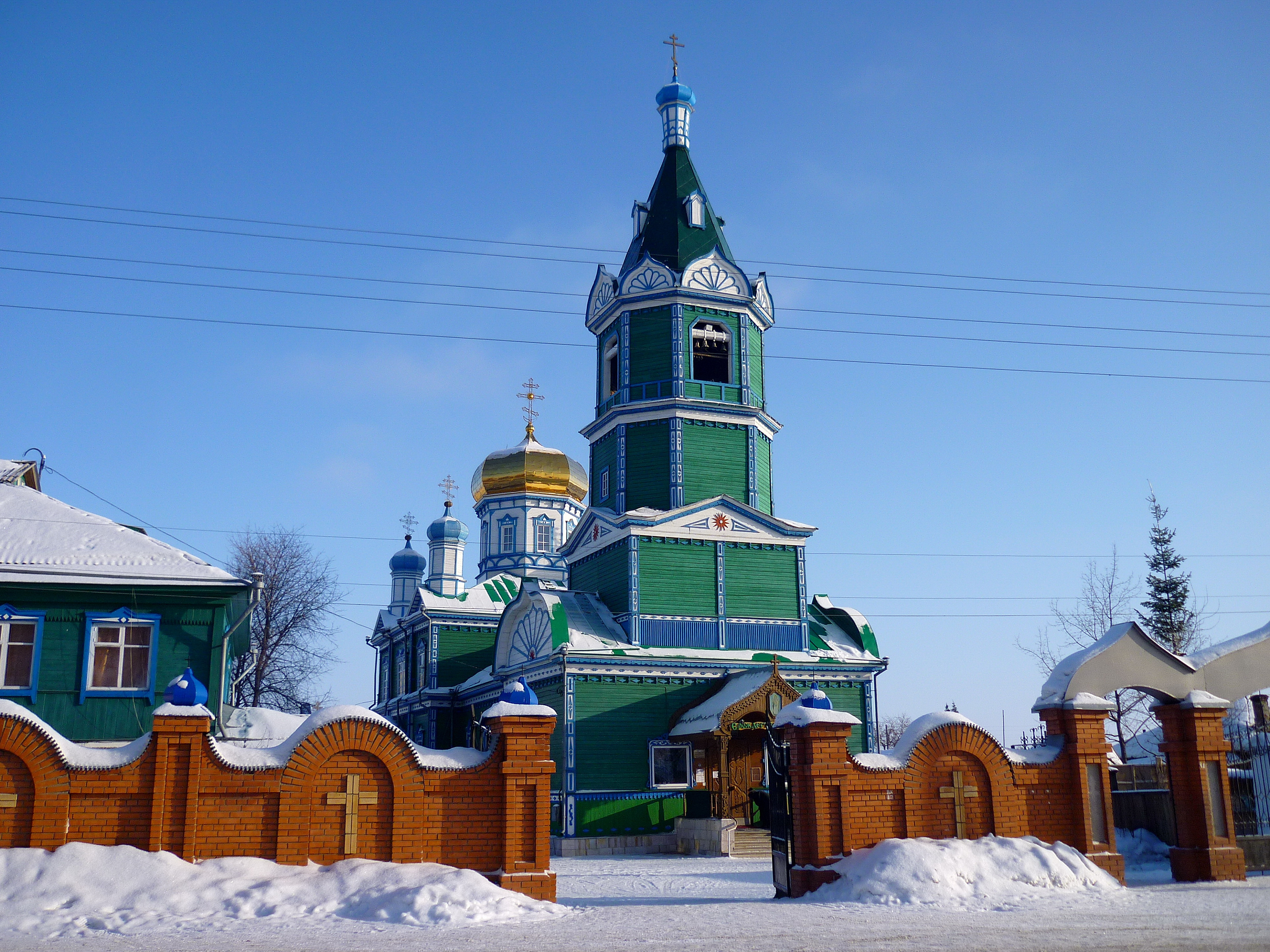
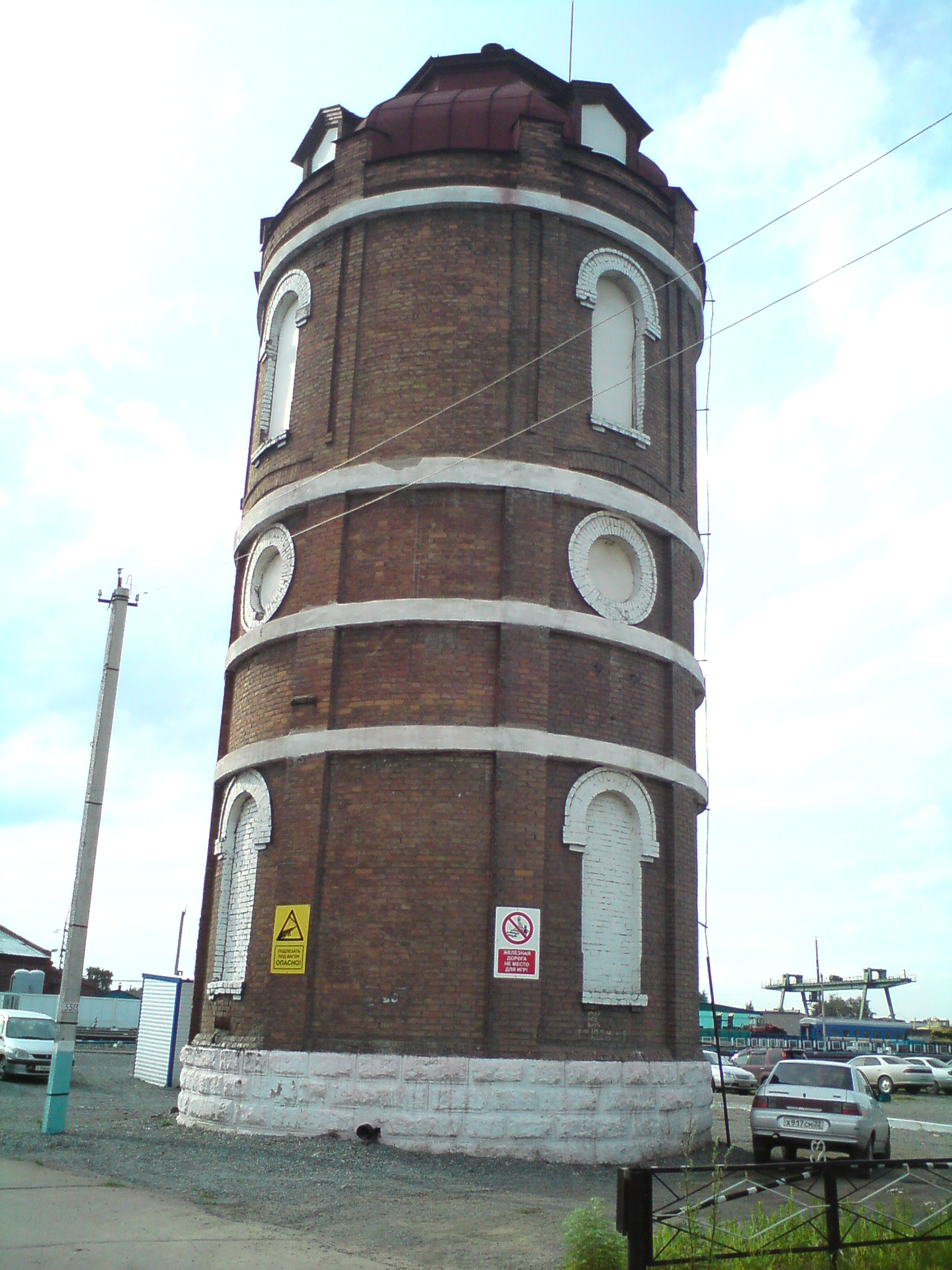
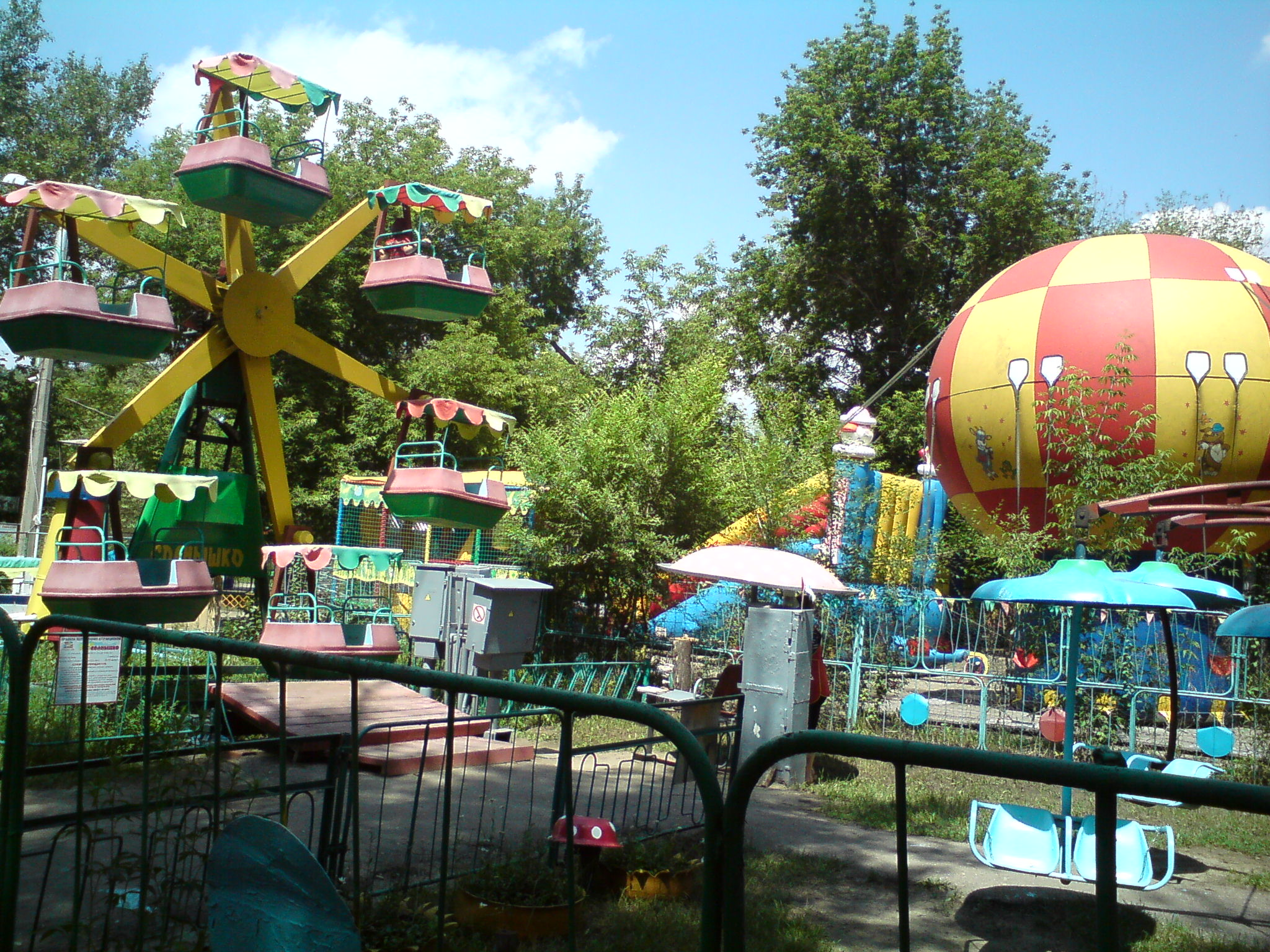
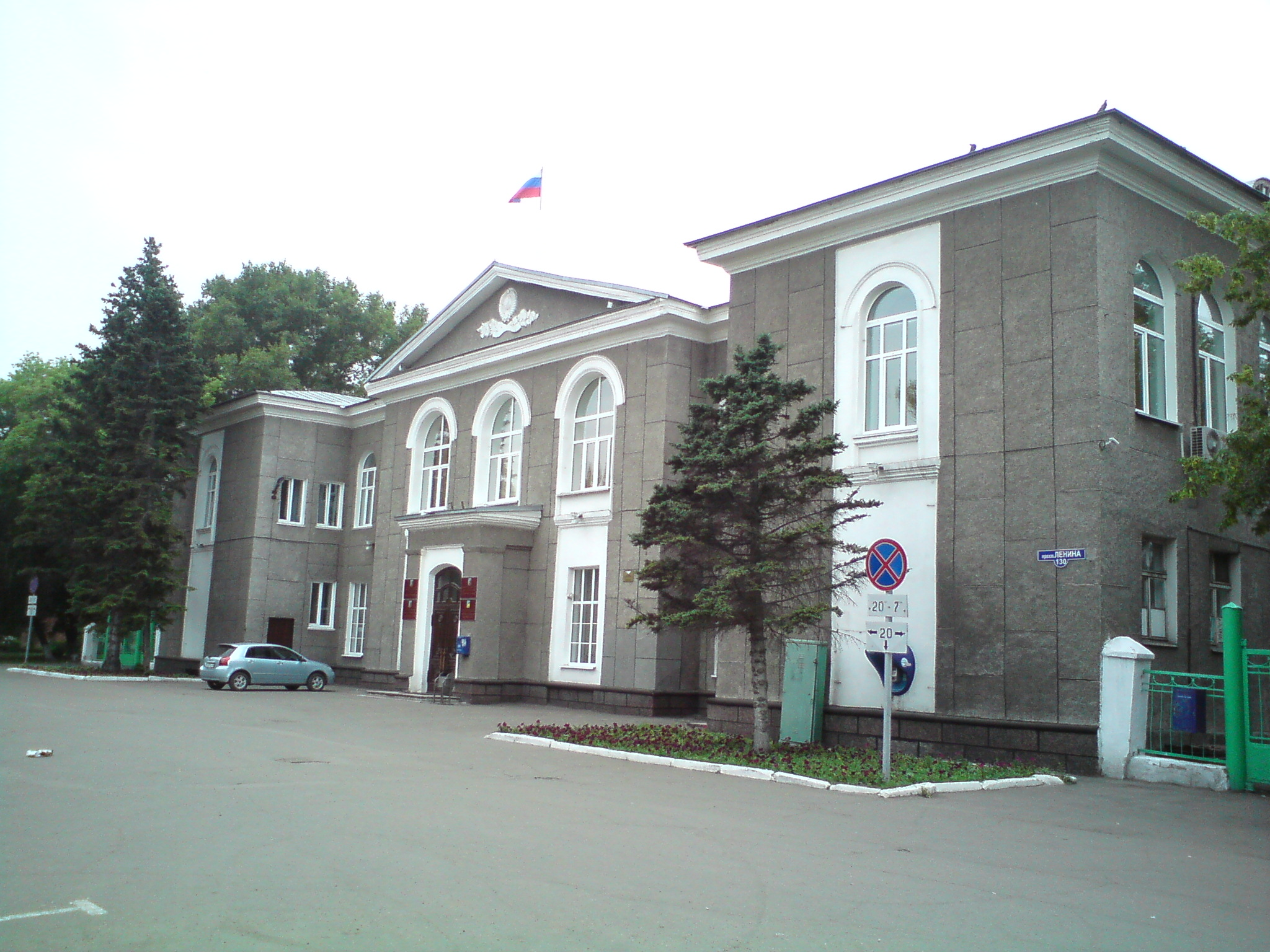
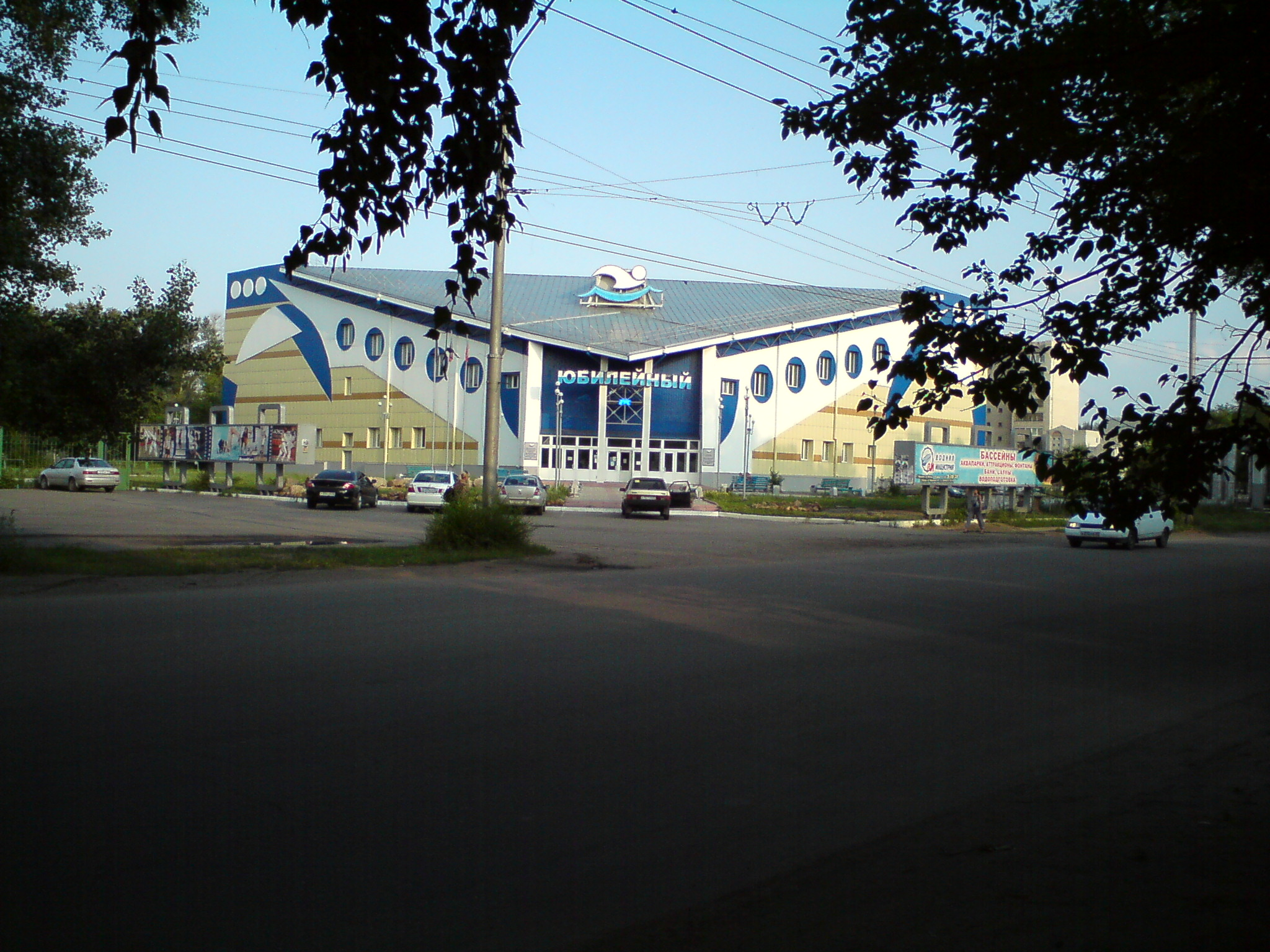
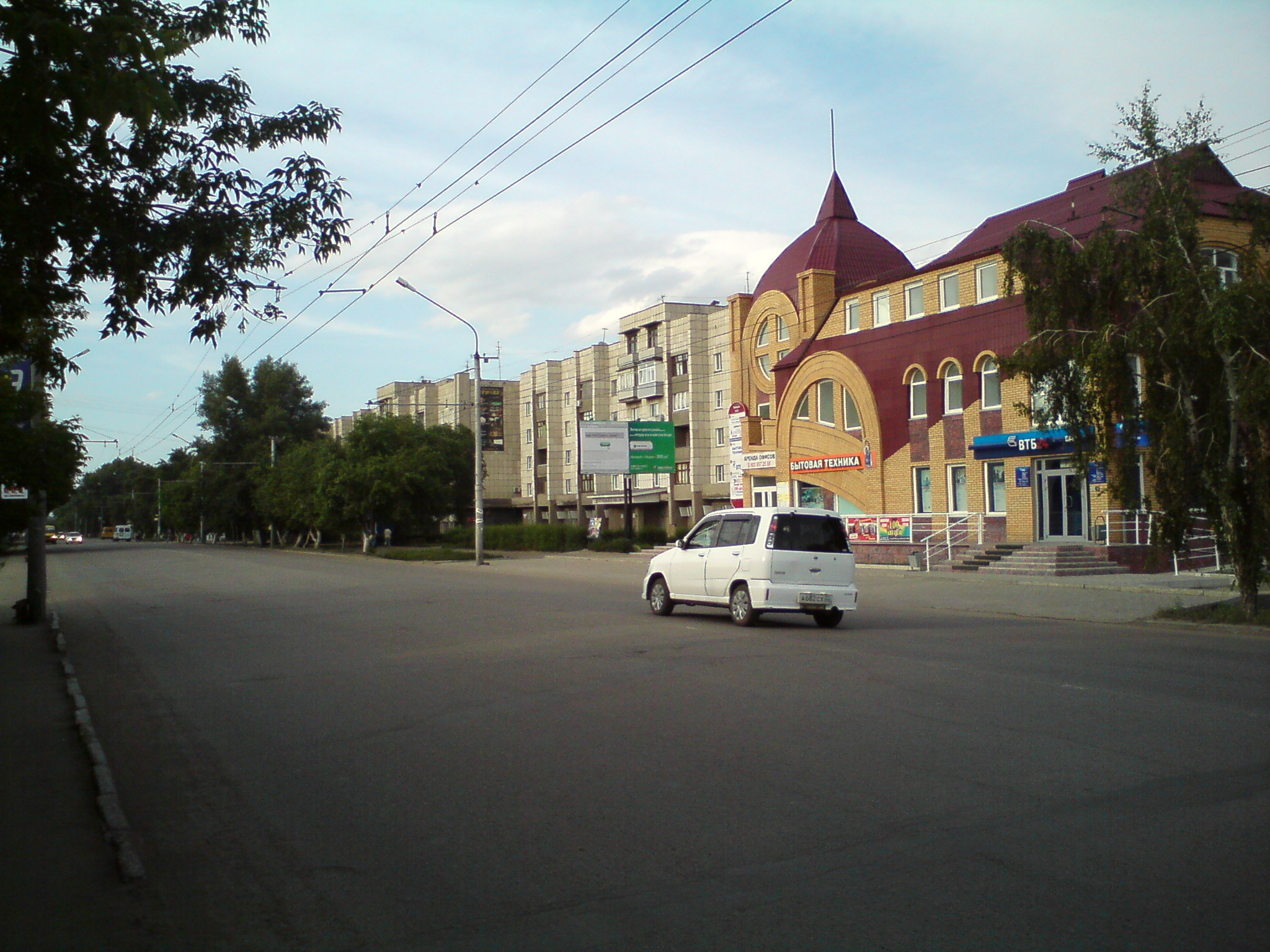
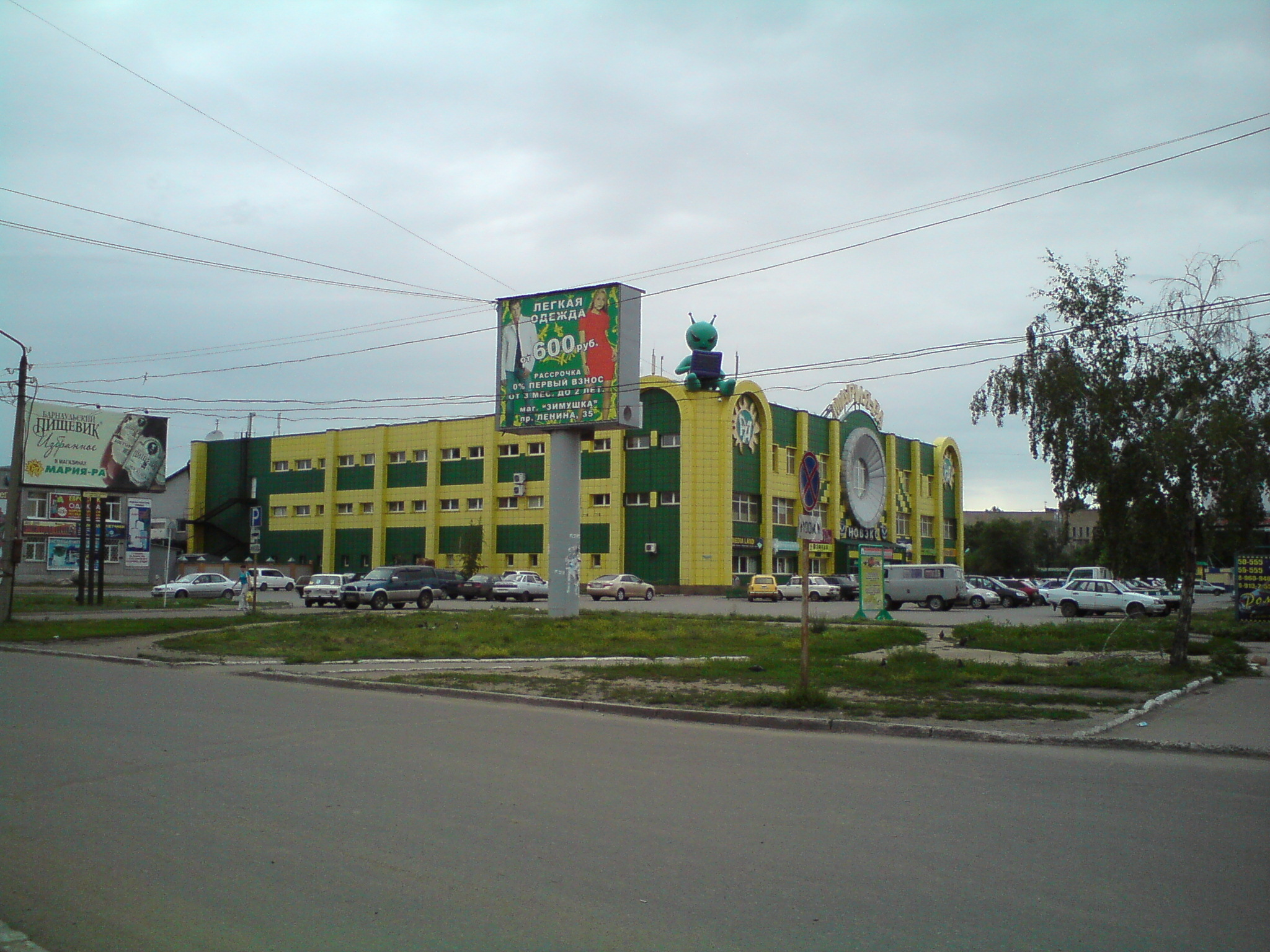
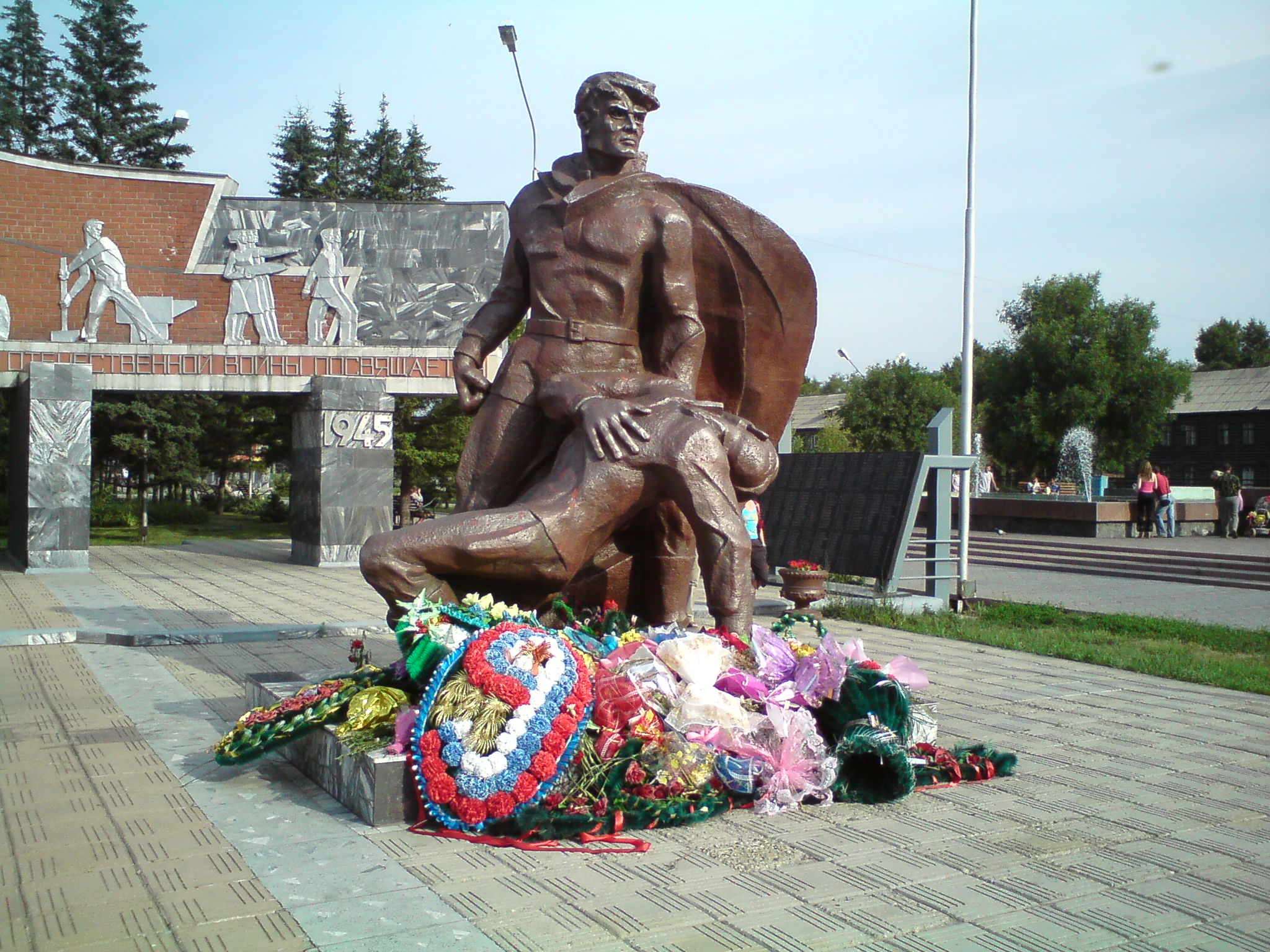

## Partnerská města
- Grants Pass, USA
- Tačeng, Čína